# Maken Shao: Demon Sword
A Maken Shao: Demon Sword, Japánban Maken Shao (魔剣爻) egy akciójáték, amit az Atlus fejlesztett és a Midas Interactive Entertainment adott ki Európában 2003. július 26-án. A 爻 (shao) kandzsi a játék címében a 'XX'-re utal (az 'X' folytatása). A Dreamcastra kiadott Maken X feljavított változata. A legnagyobb eltérés a két játék között, hogy a Maken Shao külső nézetből, míg a Maken X belső nézetből játszódik.